# Stereophonics
Stereophonics — британський рок-гурт, заснований у 1992 році в містечку Кумаман в Уельсі. Нині до складу гурту входять: Келлі Джонс (вокал і гітара), Річард Джонс (бас-гітара, бек-вокал), Адам Зіндані (гітара, бек-вокал), Джеймі Моррісон (барабани) та член турне гурту Тоні Кіркхем (клавішні). Спочатку група влючала Стюарта Кейбла (1992—2003) і Хав'єра Вейлера (2004—2012) за барабанами. Stereophonics випустили вісім студійних альбомів, і є одним із восьми гуртів, які очолили чарти із п'ятьма послідовними альбомами, після The Beatles, Led Zeppelin, ABBA, Genesis, Oasis, Blur і U2). Їхній останній альбом 2015 року. Keep The Village Alive. Успішно скомпільований альбом Decade in the Sun: Best of Stereophonics вийшов у листопаді 2008-го та посів другу позицію в британському чарті.
Охарактеризовані як «класичний британський рок зі жвавим вокалом», гурт підсумували як той, у котрого переважає звук, подібний до жанрів альтернативного року та «британського традиційного року». Дебютний альбом Stereophonics, Word Gets Around, вийшов у серпні 1997-го та посів шосту позицію в чартах Британії завдяки синглам «Local Boy in the Photograph», «More Life in a Tramps Vest» та «A Thousand Trees». Гурт досяг головного успіху з релізом Performance and Cocktails (і його головними синглами «The Bartender and the Thief», «Just Looking (пісня)» і «Pick a Part That's New») в 1999-му та загалом їхні десять синглів досягали топ-десятки синглів, а також першої позиції: «Dakota» 2005-го. Продавши близько 10 мільйонів копій по всьому світові, Stereophonics стали найуспішнішими валлійськими рок-виконавцями. Гурт також хвалять за їхні живі виступи, що дозволяє їм опинятися в заголовках багатьох британських та ірландських найвизначніших музичних фестивалях, включно з Редінг і Лідс у 2000-му, Гластонбері в 2002-му, V Festival у 2002-му, Isle of Wight у 2004-му та 2009-му, й Oxegen у 2010-му. Гурт є частиною музичної сцени Кардіффа.

## Історія

### Формування та ранні роки (1986—1991)
Келлі Джонс і Стюарт Кейбл мешкали на одній вулиці в містечку Кумаман. Джонс чув, що Кейбл грає на барабанах, тож запитав, чи не хоче той пограти разом. Після того, як вони деякий час грали в гаражі тата Джонса, до них приєднався Ніколас Ґік за гітару. Згодом, Джонс запросив Пола Россера та Кріса Девіса на бас-гітару та клавішні відповідно. Кейбл згадує, що саме він запропонував Джонсу співати, як його тато співав у шістдесятих на розігріві в Роя Орбісона. В 1986-му гурт записує демо під назвою «Zephyr». Коли Джонс пішов на канікули, група відіграла концерт без нього, внаслідок чого Джонс залишив групу та Джонс і Кейбл пішли різними шляхами. Джонс, Россер і Девіс створили свою власну R&B групу «Silent Runner», коли Кейбл став барабанщиком глем-рок-гурту «King Catwalk».
Через декілька років Кейбла звільнили з гурту, а за декілька тижнів по тому, він махнув рукою в автобусі Джонсу, котрий стояв на зупинці, а той махнув у відповідь. Це була їхня перша зустріч і відтоді, як розпався Zephyr, і через два тижні Джонс і Кейбл почали знову спілкуватися в Ivy Bush. Вони погодилися дати групі ще один шанс, але Кейбл лише хотів грати свої власні пісні, на що Джонс погодився. Дует запросив Марка Еверетта пограти з ними на бас-гітарі та тоді Джонс почав писати власні пісні.
Еверетт пішов на канікули на два тижні, проте Джонс і Кейбл хотіли продовжити репетиції, тож Джонс запросив давнього знайомого Річарда Джонса тимчасово замінити Еверетта. Приголомшений появою Річарда та його грою на басу, Кейбл переконав Келлі залишити його замість Еверетта. Гурт вирішив, що їм потрібен ще один член, щоби грати на соло-гітарі, Саймон Ко́лльєр був першим гітаристом, залученим до гурту, проте не залишивсь у групі, одначе він став гітарним техніком Келлі (guitar technician). Гурт намагався найняти двох інших гітаристів, іншого Річарда Джонса та Ґленна Гайда. Обидва не залишилися в групі надовго, хоча Гайд грав на губній гармоніці в «Rooftop» на альбомі 2001-го Just Enough Education to Perform. Після того, як Гайд пішов, група складалася з трьох членів.

### Tragic Love Company, Stereophonics і V2 Records (1992—1996)
Келлі, Річард і Кейбл починають писати та виконувати музику в робітничих клубах разом у 1992-му[джерело?] гуртом, відомим як «Tragic Love Company», назва, натхненна їхніми улюбленими групами (The Tragically Hip, Mother Love Bone і Bad Company). Після того як Tragic Love Company «підігрівали» Smalltown Heroes у Borderline Club, Лондон, вони познайомилися з Маршаллом Бердом і Стівом Бушем, які були зацікавлені в продюсуванні гурту. Гурт погодивсь і записав демо для «A Thousand Trees».
Вейнін Коулман організував серію концертів Південним Вельсом, йому відіслали демо гурту. Вони дуже сподобалися Вейні, проте він не виносив назви гурту та сказав їм, що вони не виступлять, поки не змінять назви. Після того як Кейбл прочитав назву виробника грамофонів, «Falcon Stereophonic», він сказав Келлі та група погодилася змінити назву на «The Stereophonics». У березні 1996-го[джерело?] група відіграла концерт у місцевому "Театрі Колізей, Абердер, разом із Catatonia та Pocket Devils. Коли група закінчила свій виступ, до них підійшов Джон Бренд і став їхнім менеджером. Бренд знав понад 35 звукозаписуючих компаній у Британії, що цікавилися виступами The Stereophonics. У травні 1996-го[джерело?] вони підписали контракт із V2 Records, перші виконавці, що підписали контракт із щойно утвореним звукозаписуючим лейблом. При підписанні контракту вони опустили «The» у своїй назві та просто стали «Stereophonics».

### Дебютний альбом і крок до слави (1997—2000)
У серпні 1997-го група випустила свій перший студійний альбом, Word Gets Around, який досяг шостої позиції в британських чартах, із якого було випущено п'ять синглів. Згодом група поїхала в успішне світове турне.
У лютому 1998-го гурт здобув нагороду Brit Awards як найкращий дебютант. Того ж тижня група перевипустила сингл «Local Boy in the Photograph», який дістався чотирнадцятої позиції в чарті синглів Великої Британії. Дебютний альбом гурту, Word Gets Around, також став золотим у Британії.
У листопаді 1998-го вийшов «The Bartender and the Thief» (перший сингл із альбому Performance and Cocktails, урешті-решт досягши третьої позиції в британських чартах. «Just Looking» вийшов наступним і досяг четвертої позиції в березні 1999-го. Того ж місяця вийшов альбом, який посів першу позицію та котрий за три тижні став платиновим. Пізніше того ж року, група відіграли перед 50 000-ю аудиторією на стадіоні Морфа в Свонсі. Концерт зняли на кіноплівку та наступного року він вийшов на DVD. Також вони співпрацювали з Томом Джонсом, зробивши кавер на пісню Ренді Ньюмана «Mama Told Me Not to Come» для альбому Тома Джонса Reload.
Увесь час 1998-го та 1999-го група виступала на гастролях у Європі, Австралії та США. 12 червня 1998-го Stereophonics відіграли для 10 000 глядачів на території Замку Кардіфф у Вельсі. Знятий матеріал вийшов на VHS і DVD, названий Live at Cardiff Castle.

### Головний успіх (2001—2004)
Група випустила свій третій альбом, Just Enough Education to Perform, у квітні 2001-го. Альбом уключав трек «Mr. Writer», який містив вірші, що засуджували критика, котрий, на думку групи, написав про них негативну рецензію. Також альбом містив одну з найвідоміших пісень гурту «Have a Nice Day», яка дісталася п'ятої позиції в британських чартах. Щоби прорекламувати новий альбом, Just Enough Education to Perform, Stereophonics відіграли дводенний фестиваль, який мав назву A Day at the Races. Ця подія відбулась у Донінгтон Парк на перший день і на кардіффському стадіоні Мілленіум на другий. Також у концертах узяли участь Ash, Black Crowes і The Crocketts, а Proud Mary виступали лиш у Донінгтоні. Понад 200 000 тисяч квитків було продано на фестиваль, який відбувся на вихідних. Виступ вийшов на DVD у 2002-му.
2003-й побачив реліз їхнього четвертого альбому під назвою You Gotta Go There to Come Back. У вересні 2003-го барабанщик Стюарта Кейбла звільнили. За наявними даними, це відбулося через відсутність прихильності до гурту. В той час Кейбл вів телепрограму «Cable TV» та відчував, що група ніколи не вдосконалиться. Через це він пропустив декілька репетицій і живих концертів. У підсумку його замінили на Хав'єра Вейлера. Стів Ґорман із The Black Crowes допомагав групі замість Кейбла під час живих виступів гурту, поки не знайшли Вейлера. Коли в інтерв'ю журналу Rip It Up запитали про ухід Кейбла з групи, Келлі Джонс зізнався в складності ситуації.
До кінця року Stereophonics відіграли тур по Британії, що завершився Різдвяним виступом на стадіоні Мілленіум у Кардіффі з підтримкою Feeder, Ocean Colour Scene і Адамом Мастерсоном. Шоу закривала лайв-версія пісні «Merry Xmas Everybody», спочатку записана гуртом Slade. Група взяла перерву після свого турне світом у 2003—2004-му, включаючи виступ на фестивалі Manchester Move у липні 2004-го.

### Зміна барабанщика та подальший прогрес групи (2005—2007)
Їхній п'ятий студійний альбом, Language. Sex. Violence. Other?, вийшов у березні 2005-го. Це був перший запис із новим ударником гурту Хав'єром Вейлером. Група нарешті досягла першої позиції своїм хітом і першим синглом із альбому «Dakota» у британських чартах синглів. Другим синглом альбому був «Superman». Одначе, ця пісня не повторила успіху «Dakota», посівши тринадцяту позицію. Після «Superman» був «Devil», який вирізнявся спірним кліпом і досяг одинадцятої позиції в чартах. Наприкінці року альбом був номінований на The Pop Factory, програвши альбому гурту Feeder Pushing the Senses.
У квітні 2005-го група відіграла у Ванкувері, Канада, на розігріві в них грали The Manvils. Після концерту Келлі Джонс запросив соло-гітариста Manvils, свого співвітчизника Марка Перрі, приєднатися до Stereophonics як другого гітариста групи на світове турне. 2 червня 2005-го група виступила на концерті Live 8 у Гайд-парк, Лондон, зігравши перед найбільшою досі аудиторією.
На початку 2006-го група планувала підтримувати Oasis на численних виступах у Європі, проте відмовилася від участі через сімейні обставини. 2006-й також побачив реліз першого живого альбому Stereophonics Live from Dakota. Альбом є компіляцією з двох дисків місткістю двадцять пісень із усіх п'яти альбомів групи й охоплює найкраще зі світового турне 2005-го. Замість того, щоби зробити запис одного шоу, концерти записувалися щоночі й група вибрала найкращу версію кожної пісні окремо. В альбомі також міститься трек «Jayne», який пізніше вийшов як частина сольного альбому Келлі Джонса «Only the Names Have Been Changed».
Pull the Pin вийшов у Британії 15 жовтня 2007-го разом із піснею «Bank Holiday Monday», призначеною лише для завантаження. Пісня безкоштовно також була доступна для людей, які попередньо замовили квитки на концерт гурту в 2007-му. Альбом був написаний і записаний у листопаді 2006-го, проте реліз був затриманий до кінця 2007-го. «It Means Nothing» став першим синглом альбому, випущеним у вересні за тиждень до того, як 15 жовтня вийшов LP. Альбом містить дванадцять пісень і став першим у британському офіційному чарті альбомів. Наступний сингл, «My Friends», досяг двадцять третьої позиції в британських чартах, їхній найгірший результат із часів «More Life in a Tramp's Vest» із їхнього дебютного альбому.
20 травня 2007-го на Великих Вихідних на Radio 1's у Престоні до групи на сцені приєднався фронтмен гурту Casino Адам Зіндані. На решту турне в підтримку альбому Pull the Pin Зіндані виступав разом із групою, граючи на соло-гітарі та виконуючи бек-вокал. Він був залучений до написання та виконання двох нових пісень гурту: «You're My Star» і «My Own Worst Enemy». На першій він грає на соло-гітарі та підспівує, а на другій лише виконує соло.

### Сьомий альбом і смерть барабанщика (2008—2010)
У листопаді 2008-го Stereophonics випустили свою першу компіляцію найвидатніших хітів — Decade in the Sun: Best of Stereophonics.
Гурт — частий гість на британських літніх фестивалях. Нещодавно вони грали на фестивалі Isle of Wight у 2004-му та 2009-му. У 2010-му вони виступили на V Festival, а в 2008-му грали на T in the Park. Також вони з'явилися на Oxegen у Ірландії в липні 2010-го.
8 грудня 2009-го Ванкуверський організаційний комітет із проведення Олімпійських і Паралімпійських зимових ігор 2010 року анонсував список виконавців, які виступатимуть на вечірній церемонії нагородження переможців. Ця церемонія включала півгодинний розважальний виступ господарів вечора провінції/території, півгодинне нагородження медалями та годинний виступ музичних талантів. Stereophonics виступили з піснею «I Got Your Number» тут 20 лютого — Юконська ніч.
Сьомий альбом гурту, названий Keep Calm and Carry On, вийшов 16 листопада 2009-го. Вони вирішили назвати так альбом після того, як побачили плакат у пабі The White Horse у Річмонді, де вони провели багато часу, записуючи новий альбом. Дебютним синглом альбому була пісня «Innocent». Другий сингл із альбому, «Could You Be the One?», вийшов 15 лютого 2010-го. Група вирушила у тижневе турне в підтримку свого нового альбому в березні 2010-го, виступивши в Абердині, Ньюкаслі, Ґлазґо, Ноттінгемі, Бірмінгемі, Манчестері, Шеффілді та Лондоні на розігріві з Hip Parade із Ґлазґо.
5 червня 2010-го Stereophonics відіграли свій перший концерт на Кардіфф Сіті Стедіум за підтримки незнакової південно-валлійської групи 4th Street Traffic слідом за Kids in Glass Houses і Doves. Концерт, знаний як «Summer in the City» відіграли перед аудиторією 30 000 людей. Двома днями пізніше, 7 червня, першого барабанщика гурту Стюарта Кейбла було знайдено мертвим удома в Абердері, він удавився власною блювотою після п'янки.

### Graffiti on the Train,Keep the Village AliveтаScream Above the Sounds(2011—)
3 березня 2011-го Stereophonics повідомили на своїй сторінці в Facebook, що працюють над новим альбомом у студії.
У липні 2012-го було повідомлено, що Вейлер залишив гурт. Заяву зробили на сторінці гурту в Facebook, хоча причин його відходу не було. 24 вересня 2012-го було повідомлено, що Джеймі Моррісон, колишній ударник Noisettes, замінить Вейлера в групі.
8 жовтня 2012-го Stereophonics випустили кліп до треку «Violins and Tambourines» із нового альбому. 4 листопада перший сингл із нового альбому, «In a Moment», вийшов як безкоштовне завантаження на вебсайті групи. Того ж дня NME.com повідомив, що альбом матиме назву Graffiti on the Train. Реліз альбому відбувся 4 березня 2013 року. Другий сингл, який передував альбому, «Indian Summer», вийшов у січні 2013-го; 10 березня він посів 30-ту позицію в Британії, ставши першим синглом групи, що дістався топ-40 з 2007 року. Третій сингл, який дав назву альбому, вийшов 13 травня.

## Інші проєкти
9 жовтня 2007-го в США відбувся реліз ретроспективного DVD Rewind: The First 10 Years. Це подвійний диск довжиною близько чотирьох годин. Більшість матеріалу фільму записали в час, коли записувався альбом You Gotta Go There to Come Back. Це тому, що схожий DVD про історію гурту мав вийти зразу після виходу альбому, але в зв'язку з тим, що Стюарт Кейбл залишив групу, він так і не вийшов. Це пояснює зачіску Джонса (2003/2004) в інтерв'ю матеріалу, появу Стюарта та решту відкритих розмов гурту про їхню єдність і згуртованість як колишніх трьох членів. Оригінальний матеріал був змонтований шляхом додавання пізнішого матеріалу до кінця, приводячи до часів виходу п'ятого альбому групи. Стюарт не присутній на жодному з додаткових кадрів. Наявність збігається з американським перевиданням DVD Language. Sex. Violence. Other? і зі світовим дебютом їхнього останнього студійного альбому Pull the Pin.
У 2007-му Джонс випускає сольний альбом, названий Only the Names Have Been Changed, коли група записувала свій шостий альбом у студії, Pull the Pin. Альбом містить десять пісень (усі мають назви жіночих імен), зведених мінімально інструментально. Альбом також містить пісню «Jayne», раніше не видану, котра була присутня на живому альбомі Live from Dakota та на DVD Rewind.
Також Stereophonics виконали оригінальний мотив на початку телевізійного серіалу Довгий шлях навколо світу. Вірші пісні були трохи змінені для наступного серіалу Long Way Down.

## Склад
Нинішні учасники
- Келлі Джонс — вокал, гітара, клавішні (з 1992-го)
- Річард Джонс (музикант) — бас-гітара, фортепіано, бек-вокал (із 1992-го)
- Адам Зіндані[en] — гітара, бек-вокал (із 2007-го)
- Джеймі Моррісон — барабани (з 2012-го)

Колишні учасники
- Стюарт Кейбл — барабани, перкусія (1992—2003, пом. 2010-го)
- Хав'єр Вейлер[en] — барабани, перкусія (2004—2012)

Нинішні гастрольні музиканти
- Тоні Кіркхем — клавішні (з 1999-го)

Колишні гастрольні музиканти
- Скотт Джеймс — гітара, бек-вокал (2001—2004)
- Марк Перрі — гітара, бек-вокал (2005—2006)
- Ейлін Маклафлін — бек-вокал (2002—2003)
- Анна Росс — бек-вокал (2002—2003)
- Стів Ґорман[en] — барабани, перкусія (2003—2004; учасник The Black Crowes[en]
- Сем Япп — барабани, перкусія (2012; учасник Casino[en]

## Дискографія
Word Gets Around (1997)
- Performance and Cocktails (1999)
- Just Enough Education to Perform (2001)
- You Gotta Go There to Come Back (2003)
- Language. Sex. Violence. Other? (2005)
- Live from Dakota (2006)
- Pull the pin (2007)
- Keep Calm and Carry On (2009)
- Graffiti on the Train (2012)
- Keep the Village Alive (2015)
- Scream Above the Sounds (2017)
- Kind (2019)
- Oochya! (2022)
- Make 'em Laugh, Make 'em Cry, Make 'em Wait (2025)

## Цікаві факти
- Група дуже добре спілкується з англійським футболістом Вейн Руні, у якого вони виступали на весіллі. Учасники Stereophonics часто відвідують матчі Манчестер Юнайтед, за який виступає Руні.
- Група записала ексклюзивну пісню для заставки до документального серіалу Довга дорога навколо світу і кілька змінену її версію для серіалу Довгий шлях на південь.
- Група записала для однієї серій четвертого сезону серіалу «Зачаровані» трек «Maybe Tomorrow».